# مبدأ هايز المحاكي
مبدأ هايز المحاكي أو Hayes similitude principle مكّن علماء الديناميكا الهوائية من أخذ نتائج سلسلة واحدة من الاختبارات أو الحسابات وتطبيقها على تصميم عائلة كاملة من التكوينات المتشابهة حيث لا تتوفر الاختبارات ولا الحسابات التفصيلية.
تم تطوير مبدأ التشابه أو المحاكاة من قبل والاس دي هايز، وهو رائد في التدفق فوق الصوتي، والذي يُعتقد أنه يبدأ بنحو خمسة أضعاف سرعة الصوت أو ماخ 5، وقد تم وصفه في كتابه الكلاسيكي Hypersonic Flow Theory الذي شارك كتابته مع رونالد بروبشتاين والذي تم نشره لأول مرة عام 1959.
يتأثر سلوك العمليات الفيزيائية في المشكلات الفعلية بالعديد من الكميات الفيزيائية بحيث يكون الوصف الرياضي الكامل لها في العادة صعبًا للغاية وأحيانًا مستحيل عمليًا بسبب الطبيعة المعقدة للظواهر. نعلم من التجربة أنه إذا كان نظامان متشابهين هندسيًا، فعادةً ما يوجد نوع من التشابه في ظل ظروف معينة، مثل التشابه الحركي والتشابه الديناميكي والتشابه الحراري والتشابه في توزيع التركيز وأنه إذا تم استيفاء شروط التشابه فيمكننا تقليل عدد المتغيرات المطلوبة لوصف سلوك العملية بشكل كبير. بهذه الطريقة، يمكننا أن نفهم بشكل منهجي وصف وحتى توقع سلوك العمليات الفيزيائية في المشاكل الحقيقية بطريقة بسيطة نسبيًا. يُعرف هذا المبدأ بمبدأ التشابه. التحليل البعدي هو طريقة لاستنتاج المجموعات المنطقية للمتغيرات، والتي من خلالها يمكننا وصف معايير التشابه للعمليات.
الكميات الفيزيائية مثل الطول [ل] والكتلة [ك] والوقت [ت] ودرجة الحرارة هي كميات بأبعاد ويمكن وصف حجم كل كمية بمضاعفات وحدة كل بُعد وهي متر وكغم و ثانية وكلفن، على التوالى. من خلال التجربة، يمكننا تحديد عدد معين من الأبعاد الأساسية، مثل تلك المذكورة أعلاه، والتعبير عن جميع كميات الأبعاد الأخرى من حيث منتجات القوى لهذه الأبعاد الأساسية. علاوة على ذلك، عند وصف سلوك العمليات الفيزيائية، نعلم أن هناك مبدأ ضمنيًا لا يمكننا إضافة أو طرح كميات مادية ذات أبعاد مختلفة. هذا يعني أن المعادلات التي تحكم العمليات الفيزيائية يجب أن تكون متسقة الأبعاد ويجب أن يكون لكل مصطلح في المعادلة نفس الأبعاد. يُعرف هذا المبدأ بمبدأ تجانس الأبعاد. (بإذن من: كتاب: تحويل جماعي: من الأساسيات إلى التطبيقات الصناعية الحديثة، الناشر: Weinheim: WILEY-VCH (2006.